# VeloMazovia
VeloMazovia – sieć szlaków rowerowych w województwie mazowieckim opracowana przez stowarzyszenie Zielone Mazowsze.
Sieć szlaków VeloMazovia została opracowana tak, aby połączyć wszystkie największe ośrodki miejskie oraz tereny atrakcyjne turystycznie i przyrodniczo w woj. mazowieckim, a także zapewnić dojazdy do szkół i miejsc pracy. Przyjęte rozwiązania oparte zostały na podobnych trasach istniejących m.in. w Holandii, Danii, Szwajcarii, Wielkiej Brytanii, Belgii, Szwecji, Finlandii oraz Czechach.

## Zaprojektowane trasy
| Nazwa                         | Przebieg | Długość [km] |
| ----------------------------- | --- | ------------ |
| Nadwiślańska Lewobrzeżna      | Ujście rzeki Kamienna do Wisły – Solec nad Wisłą – Chotcza-Józefów–Józefów – Gniewoszów – Kozienice – Magnuszew – Czersk – Góra Kalwaria – Podłęcze – Ciszyca – Warszawa (Wał Zawadowski – Cypel Czerniakowski – nadbrzeże wiślane - Szlak Wisły – Park Młociński) – Łomianki – Kazuń – Grochale – Secymin Polski – Śladów – Kamion – Świniary – Radziwie – Soczewka – Nowy Duninów                                     | 302          |
| Nadwiślańska Prawobrzeżna     | Maciejowice – Wilga – Sobienie-Jeziory – Kosumce – Otwock Wielki – Karczew – Józefów – Warszawa (Wał Miedzeszyński – Szlak Słoneczny) – Jabłonna – Nowy Dwór Mazowiecki – Zakroczym – Smoszewo – Wychódźc – Czerwińsk nad Wisłą – Wyszogród – Kępa Polska – Płock – Brudzeński Park Krajobrazowy – granica województwa                                                                                                  | 231          |
| Średnicowa                    | Małkinia – Morzyczyn – Sadowne – Puszcza Kamieniecka – Łochów – Urle – Tłuszcz – Wołomin – Zielonka – Ząbki – Warszawa (wzdłuż torów kolejki wileńskiej – Radzymińska – Al. Tysiąclecia – Kijowska – Most Świętokrzyski – Świętokrzyska – Al. Jerozolimskie – wzdłuż torów kolejowych) – Piastów – Pruszków – Brwinów – Milanówek – Grodzisk Mazowiecki – Żyrardów – Bolimowski Park Krajobrazowy – granica województwa | 159          |
| Narwiańska                    | Warszawa (wzdłuż Kanału Żerańskiego) – Nieporęt – Zegrze – Jadwisin – Serock – Pułtusk – wschodni brzeg Narwi – Ostrołęka – granica województwa | 138          |
| Nadbużańska                   | Wierzbica (Trasa Narwiańska) – północny brzeg Bugu - Popowo – Barcice – Rybienko – Wyszków – Brańszczyk – Udrzyn – Brok – Małkinia – Przewóz Nurski – Gródek – Bużyska – Kózki – Treblinka – granica województwa | 178          |
| Kampinoska                    | Warszawa (Lasek na Kole) – Klaudyn – Izabelin – Lipków – Mariew – Zaborów – Zaborówek – Leszno – Kampinos – Granica – Żelazowa Wola (Trasa Bzury) | 54           |
| Bzury                         | Wyszogród – Witkowice – Brochów – Żelazowa Wola – Sochaczew – granica województwa | 37           |
| Wkrzańska                     | Modlin (Trasa Nadwiślańska Prawobrzeżna) – Pomiechowo – Pomiechówek – Goławice – Cieksyn – Popielżyn – Królewo – Sochocin – Malużyn – Glinojeck – Strzegowo – Radzanów – Bieżuń – Żuromin – Lubowidz – Górznieńsko-Lidzbarski Park Krajobrazowy | 119          |
| Ciechanowska                  | Malużyn – Ciechanów – Opinogóra – Przasnysz – Puszcza Kurpiowska – Myszyniec | 106          |
| Pilicka                       | ujście Pilicy – Warka – Białobrzegi – Wyśmierzyce – Nowe Miasto nad Pilicą – granica województwa | 77           |
| Radomska                      | Warszawa (ul. Żwirki i Wigury – wzdłuż linii kolejowej) – Piaseczno – Zalesie Górne – Warka – Radom – Szydłowiec – granica województwa | 144          |
| Otwocka                       | Warszawa (wzdłuż kanałku Gocławskiego – Gocław-Lotnisko – Las – ul. Wąbrzeżna – Anin) – Józefów – Otwock – Tabor – Podbiel – Osieck – Wilga | 57           |
| Siedlecka                     | Warszawa (al. Waszyngtona – Olszynka Grochowska – Rembertów) – Sulejówek – Pustelnik – Mińsk Mazowiecki – Cegłów – Mrozy – Siedlce – Paprotnia – Korczew | 134          |
| Pułtuska                      | Warszawa (Most Gdański – ul. Starzyńskiego – Odrowąża - Wysockiego – Marywilska – Czołowa - Polnych Kwiatów) – Legionowo – zapora w Dębem – Powielin – Pokrzywnica – Pułtusk | 57           |
| Warszawska                    | Konstancin-Jeziorna (Park Zdrojowy) – Warszawa (ul. Przyczółkowa – Al. Wilanowska – Sobieskiego – Belwederska – Al. Ujazdowskie – Nowy Świat – Krakowskie Przedmieście – Podwale – Nowe Miasto – ul. Mickiewicza – Słowackiego - Marymoncka – Las Młociński) – Dąbrowa Leśna – Dziekanów Leśny – Palmiry – Kaliszki – Brzozówka/Wiersze                                                                                 | 48           |
| Kozienicka                    | Kozienice – Puszcza Kozienicka – Pionki – Radom | 36           |
| Liwiecka                      | Nieporęt (Trasa Narwiańskia) – Białobrzegi – Rynia – Załubice - Ślężany – Wyszków – Kamieńczyk - Loretto - Urle - Jadów - Liw - Węgrów – Siedlce | 126          |
| Świderska                     | Trasa Nadwiślańska Prawobrzeżna – Józefów – Glinianka - Grzebowik – Mińsk Mazowiecki | 34           |
| Obwodowa                      | Gassy – Obory – Konstancin-Jeziorna – Jeziorki – Piaseczno – Lasy Sękocińskie – Nadarzyn – Podkowa Leśna – Milanówek – Błonie – Leszno (wariant II: Rokitno – Zaborówek) – Łubiec – Roztoka – Wiersze – Brzozówka – Kazuń – Nowy Dwór Mazowiecki – Zegrze Południowe – Nieporęt – Białobrzegi – Beniaminów – Radzymin – Wołomin – Okuniew – Sulejówek – Wiązowna – Otwock – Karczew                                     | 169          |
| Grójecka (Kolejki Grójeckiej) | Warszawa (ul. Puławska lub Al. Niepodległości – Al. KEN – Las Kabacki) – Piaseczno – wzdłuż kolejki wąskotorowej – Głosków – Złotokłos – Tarczyn – Grójec – Mogielnica – Nowe Miasto nad Pilicą | 90           |
| Truskawska                    | Warszawa (Al. Jana Pawła II – ul. Broniewskiego - Wólczyńską - Akcent – Wólka Węglowa) – Laski – Izabelin – Truskaw (odnoga do Mariewa) – Palmiry | 26           |

W sumie zaprojektowanych zostało 21 tras o łącznej długości 2 376 km.

## Realizacja

### Powiat legionowski
W 2004 roku w powiecie legionowskim zostało opracowane studium tras rowerowych na terenie powiatu, uwzględniające trasy zaproponowane przez Zielone Mazowsze.
W ciągu dwóch kolejnych lat oznaczono na terenie powiatu legionowskiego 5 fragmentów tras VeloMazovia:
 Liwiecka (VM-L),
 Nadwiślańska Prawobrzeżna (VM-NP),
 Narwiańska (VM-N),
 Obwodowa (VM-O),
 Pułtuska (VM-P).

### Pojezierze gostynińskie
Stowarzyszenie Gmin Turystycznych Pojezierza Gostynińskiego oznakowało na terenie Gostynińsko-Włocławskiego Parku Krajobrazowego oraz w okolicznych gminach szlak ponadregionalny o nazwie Velomazovia nr 20 niepokrywający się z żadnym ze szlaków opracowanych przez Zielone Mazowsze.
 Szlak VeloMazovia nr 20 został oznakowany na trasie: Witkowice (Kampinoski Szlak Rowerowy) – Mistrzewice – Młodzieszyn – Budy Stare - Budy Iłowskie - Łaziska - Miękini – Iłów – Grzybów - Słubice - Grabowiec - Wólka Wysoka - Mocarzewo - Sanniki - Czyżew - Topólno – Gąbin – Zdwórz – Łąck – Sendeń - Białe - Klusek - Murowanka - Skrzynki - Kukawy - Warząchewka Polska – Pinczata – Włocławek.

## VeloMazovia w kontekście transeuropejskich tras EuroVelo
Przez woj. mazowieckie planowany jest przebieg dwóch tras EuroVelo: Szlak Stolic (EV2), oraz Szlak Europy Wschodniej (EV11). Według propozycji Zielonego Mazowsza:
- w skład trasy EV2 weszłyby trasy Nadwiślańska Lewobrzeżna, Bzury, Kampinoska i Nadwiślańska Prawobrzeżna;
- w skład trasy EV11 weszłyby trasy Narwiańska, Pułtuska, Warszawska, Nadwiślańska Lewobrzeżna i Pilicka.